# Maastrichts passieretabel
Het Maastrichts passieretabel (voorheen: Brussels passieretabel; Maastrichts: Mennekesaltaar) is een laatgotisch altaarretabel in de dagkapel van de Sint-Servaasbasiliek in de Nederlandse stad Maastricht. Het gebeeldhouwde retabel is waarschijnlijk omstreeks 1530 in het Luiks-Limburgse Maasland ontstaan en beeldt het passieverhaal uit.

## Geschiedenis

### Ontstaansgeschiedenis
Over de ontstaansgeschiedenis van het retabel is weinig met zekerheid te zeggen. Vanwege de vermeende verwantschap met het werk van Jan Borreman werd lange tijd aangenomen dat het in een Brussels beeldsnijderatelier was ontstaan. Bij een restauratie door de Stichting Restauratie Atelier Limburg (SRAL) werd het retabel in 2017 aan een uitgebreid onderzoek onderworpen, waarbij bleek dat het hout afkomstig was van twee bomen, die rond 1530 in de omgeving van Maastricht gekapt waren. Daardoor is het waarschijnlijk dat het retabel ook in deze streek tot stand is gekomen, mogelijk in Maastricht (bijvoorbeeld Jan van Steffeswert), Roermond (omgeving Meester van Elsloo?) of Luik (diverse ateliers).

### Verwerving door de Sint-Servaaskerk
Waarschijnlijk maakte het retabel deel uit van een triptiek met beschilderde zijpanelen, zoals dat veel voorkwam in deze tijd. Wie de opdrachtgever was voor dit altaar is onbekend. Het retabel – met of zonder zijluiken – is op zeker moment in bezit gekomen van de Sint-Martinuskerk in Wyck. Nadat de middeleeuwse kerk omstreeks 1850 was vervangen door een vele grotere, neogotische kerk ontworpen door Pierre Cuypers, was er voor het oude altaar geen plaats meer. In 1872 werd het te koop aangeboden aan een Brusselse antiekhandelaar, die er ƒ 472,50 voor bood. Omdat het kerkbestuur van de Sint-Servaaskerk bereid was hetzelfde bedrag te betalen, werd het retabel aan deze kerk verkocht.

### Opstelling met zijluiken

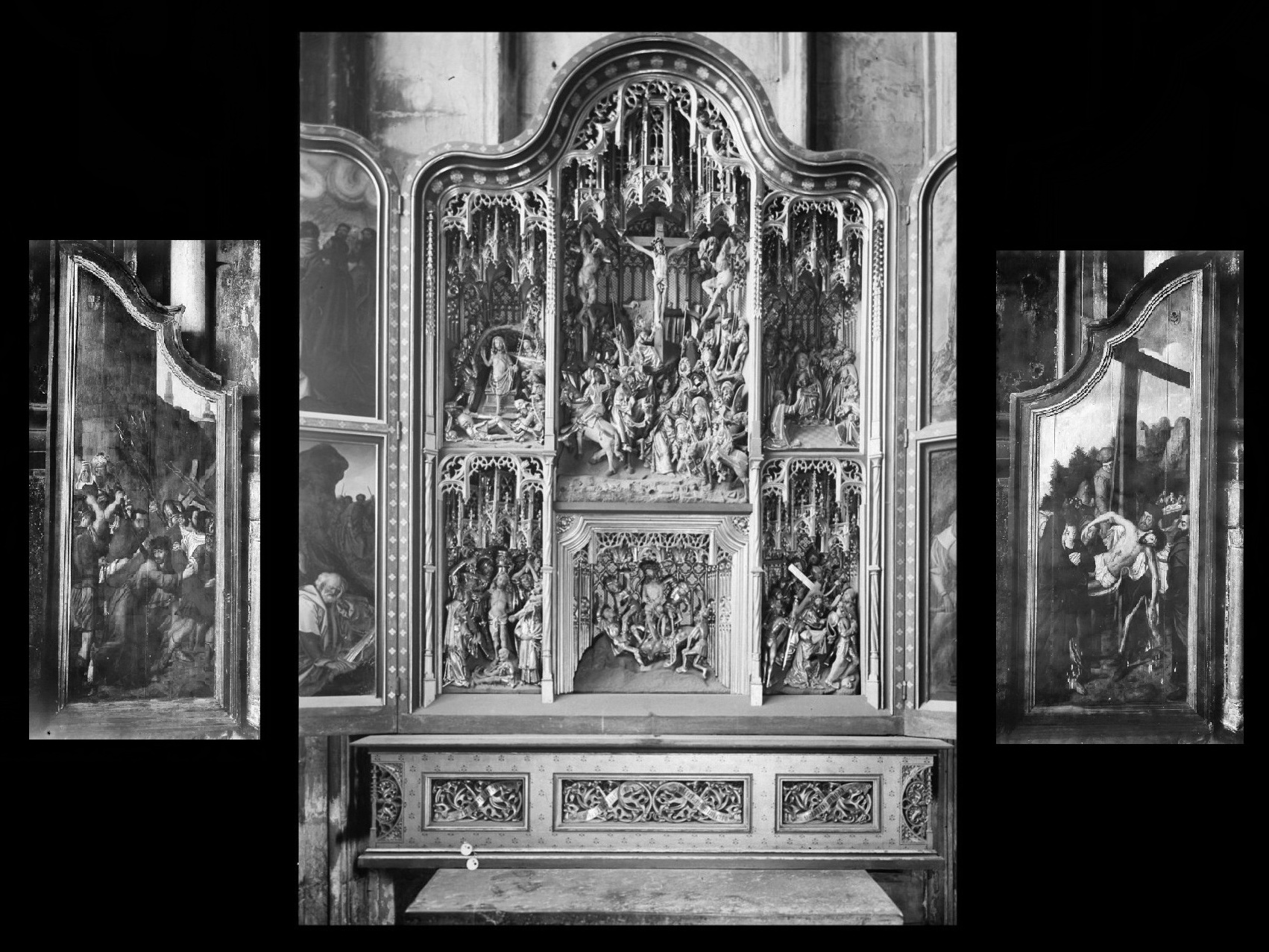
Reconstructie van de situatie tot ca. 1980. Op de middenfoto (uit 1915) zijn de predella en een deel van de passende zijluiken te zien. Opzij daarvan de latere, niet-passende luiken

Op een foto uit 1915 is te zien dat het retabel toen voorzien was van (neogotische?) zijluiken, die er qua formaat redelijk goed bij leken te passen. De decoratie van goudkleurige roosjes op de lijst van het retabel is ook aangebracht op de omlijsting van de vleugelpanelen, wellicht om de eenheid van het triptiek te versterken. Het altaar bevond zich in die tijd in de meest zuidwestelijke zijkapel van de Sint-Servaaskerk (de kapel van Onze-Lieve-Vrouw van Altijddurende Bijstand, tegenwoordig kapel van Onze-Lieve-Vrouw van Smarten). Het drieluik was geplaatst op een slecht passende predella (een waarschijnlijk neogotische, houten onderkast), die op een stenen altaartafel stond.
In de periode na 1915 moeten de hierboven genoemde zijluiken zijn vervangen door andere, qua thematiek beter passende, maar qua formaat en vormgeving zeer afwijkende panelen (zie fotomontage hiernaast). E.O.M. van Nispen tot Sevenaer, kunsthistoricus en directeur van de Rijksdienst voor de Monumentenzorg, beschreef deze tweede set zijluiken (in 1926?) en vermeldde daarbij dat deze op de zolder van de Sint-Martinuskerk aangetroffen luiken volgens de overlevering bij het gesneden retabel behoorden. Als dat zo is, kan het niet anders dan dat het retabel in de 19e eeuw zeer ingrijpend is veranderd. De aan twee zijden beschilderde panelen tonen aan de binnenzijde passietaferelen (links de Kruisdraging en rechts de Kruisafneming) en aan de buitenkant scènes uit het leven van Maria (links de Annunciatie, rechts de Visitatie). Een van de twee afgebeelde wapenschilden behoort mogelijk toe aan de familie Van Lutge (De Leodio); het andere toont een bloeiende distel en vier bladeren op goudkleurige achtergrond. De zijluiken worden door Van Nispen gedateerd omstreeks 1600, wat niet past bij de datering van het retabel. Op foto's uit de jaren 1960 en 70 is deze tweede set luiken nog aanwezig. Het altaar stond toen opgesteld in de oude Schatkamer van de Sint-Servaasbasiliek, toevalligerwijs dezelfde ruimte waarin het nu hangt.
Indien vastgesteld zou kunnen worden welke vleugelstukken oorspronkelijk bij het retabel behoorden, zouden de daarop afgebeelde voorstellingen aanwijzingen kunnen verschaffen over de herkomst van het altaar. Gedacht kan worden aan een broederschap verbonden aan de Sint-Martinuskerk, of een naburig gasthuis. Aan de oude Sint-Maartenskerk waren vijf broederschappen verbonden, waarvan die van Sint-Anna gold als de oudste (uit 1509). Het enige gasthuis in Wyck was het aan de heilige Egidius gewijde Sint-Gillishospitaal in de Hoogbrugstraat, dat in 1610 werd verkocht en waarvan de kapel in 1797 werd afgebroken. De Sint-Martinuskerk is in het bezit van een zestiende-eeuws beeld van Sint-Egidius, dat mogelijk afkomstig is uit deze oude hospitaal- en kerspelkapel.

### Huidige plaats
Sinds 29 november 1983 is het passieretabel – zonder predella en zonder zijluiken – de blikvanger in de Sint-Servaaskapel, de voormalige refter van het Sint-Servaaskapittel en van 1895 tot 1981 schatkamer, tegenwoordig ingericht als dagkapel van de basiliek. Het retabel is opgehangen in een spitsbogige altaarnis in een uitbouw van de zuidelijke muur van de kapel. Deze nis bevat tevens aan de zijkanten doorgangen naar de achtergelegen sacristie. Vóór de nis met het retabel staat een modern volksaltaar, ontworpen door Gène Eggen. Links daarvan staat de vijftiende-eeuwse "Madonna met de druiventros". In 2017 werd het retabel grondig gerestaureerd, waarbij onder andere de los zittende verflagen werden vastgezet en de ontbrekende polychromie werd bijgewerkt.

## Beschrijving
Het passieretabel van de Sint-Servaasbasiliek bestaat uit zes panelen of 'kasten', die elk een deel van het passieverhaal van Jezus uitbeelden. De middelste twee panelen zijn breder dan de andere; het bovenste daarvan is hoger en heeft de Kruisiging van Jezus als onderwerp. Eronder is Christus op de koude steen weergegeven, het moment voor de kruisiging waarop de soldaten zijn bezittingen verdelen. Aan weerszijden hiervan worden de Geseling (links) en de Kruisdraging afgebeeld. De laatste twee panelen hebben de gebeurtenissen na het lijden en de dood van Christus tot thema: de Verrijzenis van Christus en de Neerdaling van de Heilige Geest.
Het beeldsnijwerk van de menselijke figuren is in de typerende stijl van de late gotiek op levendige, bijna speelse wijze weergegeven. De diverse taferelen worden omlijst door laatgotische zuiltjes (deels getordeerd), pinakels en uitbundig maaswerk. De bovenrand van de drie bovenste panelen is versierd met roosjes. De architectuur van het onderste middenpaneel wijkt iets af. Dit paneel lijkt minder 'gevuld' dan de andere. Een zware lijst tracht deze leegte op te vullen. Mogelijk is hier gebruik gemaakt van bestaand beeldsnijwerk, dat niet geheel binnen de beschikbare omkadering paste. Het gehele retabel is gepolychromeerd, maar de kleur goud, onder andere toegepast bij de architectonische elementen, overheerst.
De zes 'kasten' zijn gevat in een eenvoudige dubbele lijst, rechthoekig, aan de onderzijde breder, met aan de bovenzijde een drielobbige uitzwenking met afgeronde hoeken. De binnenlijst is groen, de buitenlijst steenrood geschilderd. De 19e-eeuwse beschildering met gouden roosjes is verwijderd. De hoogte van het retabel bedraagt ongeveer 250 cm (aan de zijkanten iets lager); de breedte circa 175 cm. Doordat het retabel in 1983 tegen een muur werd bevestigd, kon de 19e-eeuwse predella, waar het voorheen op rustte, worden verwijderd.

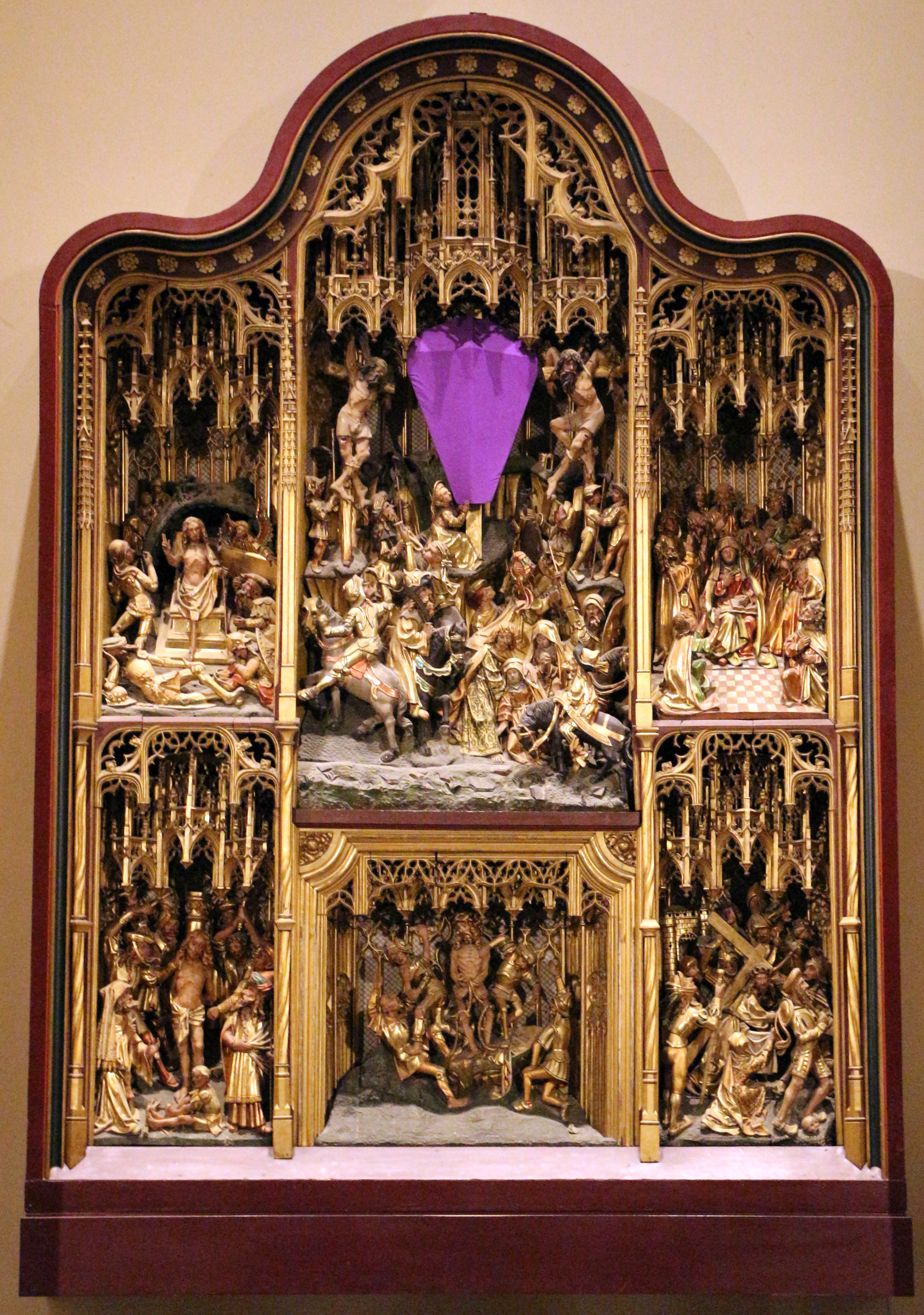
Het passieretabel in de Goede Week
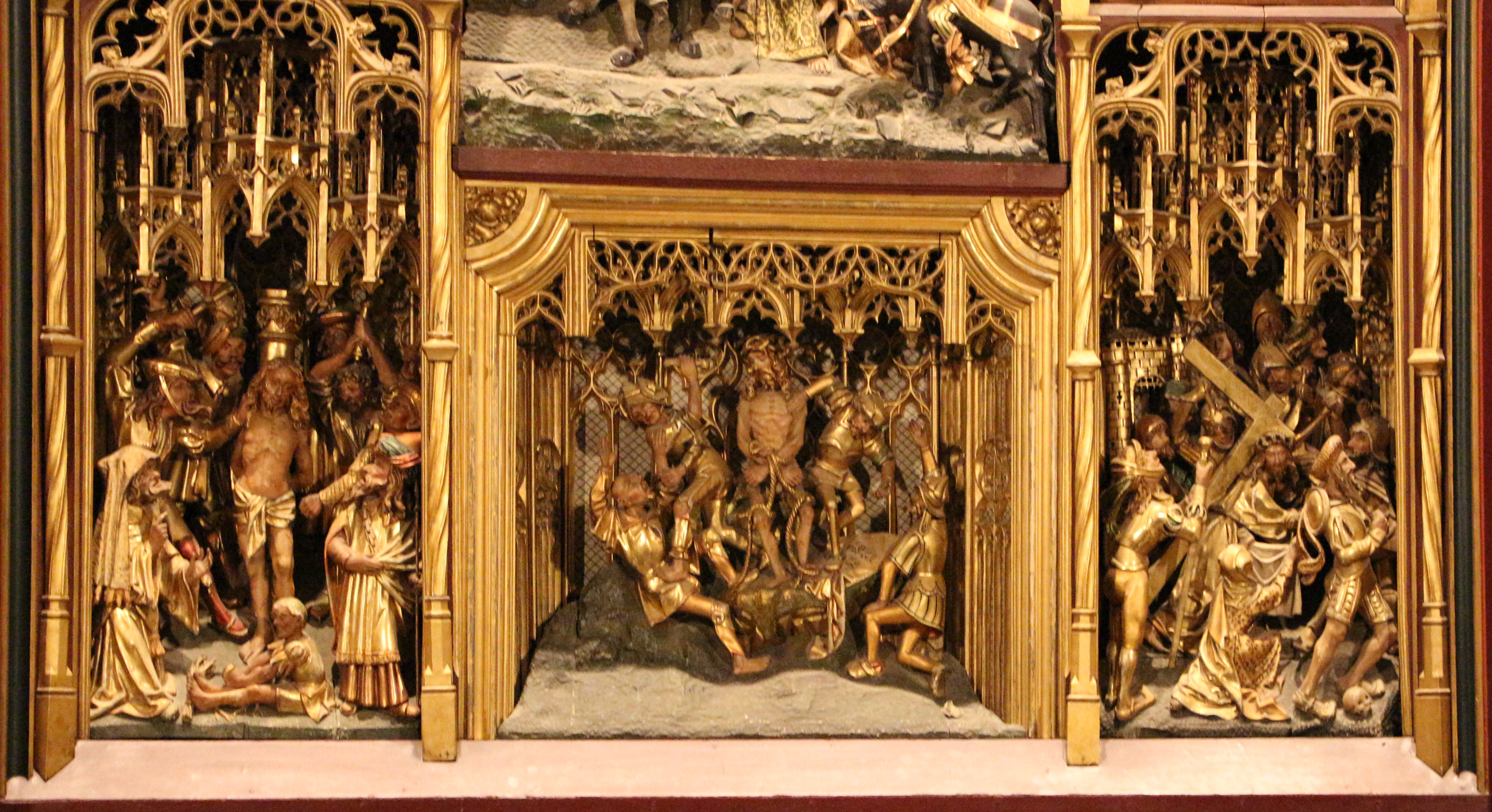
Onderste panelen: geseling, bepotting en kruisdraging
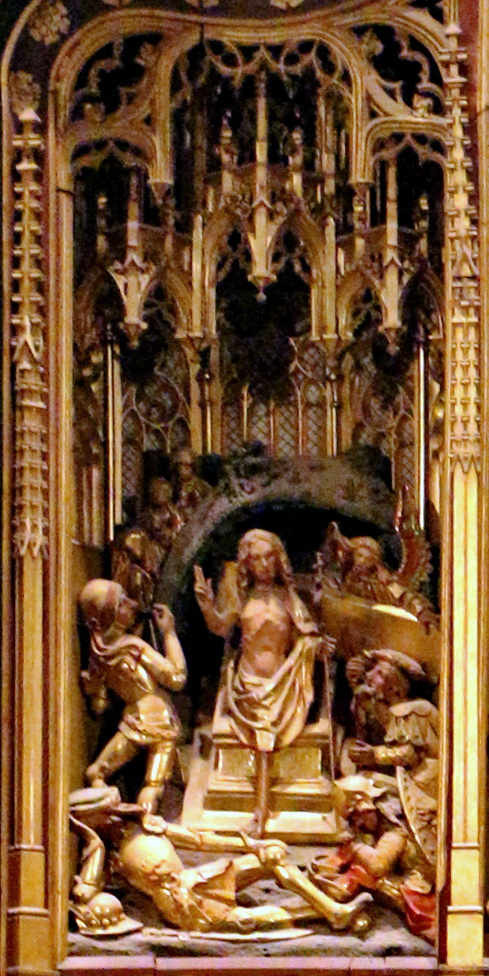
Linkerbovenpaneel: de opstanding
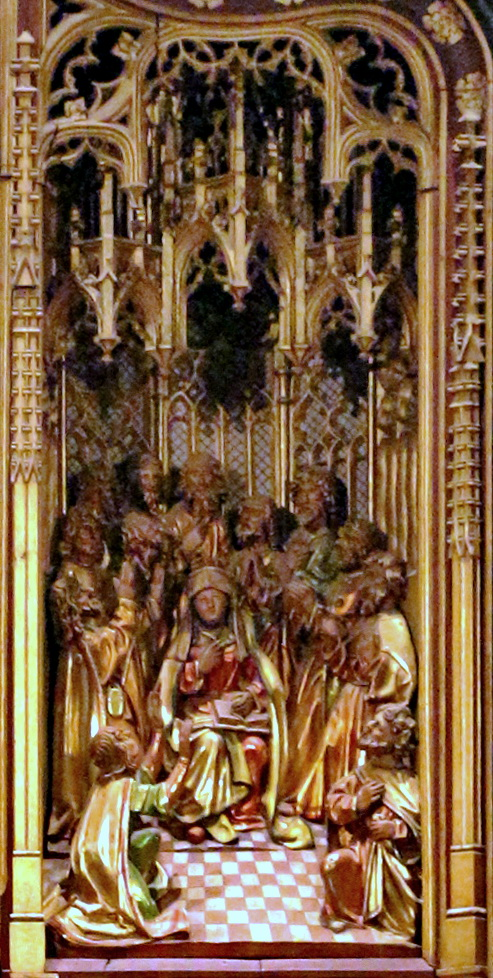
Rechterbovenpaneel: Pinksteren